# Allanblackia
Allanblackia, nekadašnji biljni rod iz porodice kluzijevki kojemu pripada nekoliko vrsta zimzelenog drveća u tropskoj Africi. danas se vodi kao sinonim za Garcinia.
Zrela stabla nose velike smeđe plodove koji sadrže sjeme koje daje ulje Allanblackia. Zahvaljujući jedinstvenom sastavu, ulje sjemena Allanblackia izvrsno je za proizvodnju margarina, namaza i drugih proizvoda, pa su ta svojstva stvorila sve veću potražnju za uljem Allanblackia.
Neki autori vrste ovog roda uključuju u Garciniju.

## Opis
Rod Allanblackia dio je cvjetnica oporodice Guttiferae ili kluzijevki, sa svih deset vrsta koje rastu u prašumskim pojasevima zapadne, središnje i istočne Afrike. Vrste Allanblackia ima najveće plodove od svih biljaka u afričkoj prašumi. To su zimzelena, dvodomna i srednje velika stabla prosječne visine u rasponu od 25-40 m i mogu dati više od 250 plodova godišnje. Kora stabljike im je crvenkastosmeđa, s malim okruglim ili pravokutnim ljuskama iznad malih crvenih jamica. Deblo je ravno, valjkasto, bez podupirača, ali ponekad bazalno zadebljano; s brojnim granama i uzdužnim žljebovima. Listovi su nasuprotni, jednostavni i cjeloviti; dok su cvjetovi jednospolni, mirisni i ružičasto/crvene ili bijele/krem boje. Plodovi su velike, elipsoidne bobe veličine 10-50 cm × 15 cm, s pet uzdužnih grebena, dok su sjemenke jajolike 3 cm × 2 cm × 1,5 cm. Uz brojne primjene Allanblackie u tradicionalnoj medicini, konzumacija i komercijalna eksploatacija ulja njezinih sjemenki od velikog su interesa. Međutim, do danas ne postoji pregled literature koji uspoređuje tradicionalnu upotrebu, fitokemiju i biološke aktivnosti ovog roda. Prema nalazima, vrste Allanblackia se u narodnoj medicini najviše koriste za liječenje zaraznih i respiratornih bolesti. Kemijska analiza roda Allanblackia otkrila je da ksantoni i biflavonoidi predstavljaju 51% odnosno 16% ukupnih sekundarnih metabolita te se stoga mogu smatrati taksonomskim markerima roda. Prijavljeno je da ekstrakti i izolati iz nekih vrsta ovog roda pokazuju obećavajuće antimikrobne, antileishmanijske, antikolinesterazne i citotoksične aktivnosti, te su stoga dovoljno vitalni da zaslužuju daljnju pozornost u otkrivanju novih lijekova.

## Vrste
Vrste Allanbackia 2024. godine uključene u u rod Garcinia
1. Allanblackia floribunda Oliv., sinonim za Garcinia oleosperma P.W.Sweeney, nom. nov.
2. Allanblackia gabonensis (Pellegr.) Bamps, sinonim za Garcinia ngouniensis P.W.Sweeney, nom. nov.
3. Allanblackia kimbiliensis Spirlet, sinonim za  Garcinia kimbiliensis (Spirlet) P.W.Sweeney, comb. nov.
4. Allanblackia kisonghi Vermoesen, sinonim za  Garcinia kisonghi (Vermoesen) P.W.Sweeney, comb. nov.
5. Allanblackia marienii Staner, sinonim za  Garcinia marienii (Staner) P.W.Sweeney, comb. nov.
6. Allanblackia staneriana Exell & Mendonça, sinonim za Garcinia staneriana (Exell & Mendonça) P.W.Sweeney, comb. nov.
7. Allanblackia stuhlmannii (Engl.) Engl., sinonim za  Garcinia stuhlmannii (Engl.) P.W.Sweeney, comb. nov.
8. Allanblackia ulugurensis Engl., sinonim za  Garcinia ulugurensis (Engl.) P.W.Sweeney, comb. nov.

## Sinonimi
- Stearodendron Engl.